# Eis-Hockey-Club Biel
L'EHC Biel è una squadra di hockey su ghiaccio svizzera, fondata nel 1939 con sede a Bienne. Attualmente la squadra milita nel massimo campionato svizzero, la National League. Il presidente della squadra è Daniel Villard, mentre l'allenatore è Antti Törmänen.

## Storia
- 1939 Fondazione dell'HC Biel da parte di Heinrich Plüss. Poco tempo dopo a causa di una lite interna alla società, nasce la squadra rivale dell'HC Tornado.
- 1947 I due club si fondono e Heinrich Plüss riprende il comando della squadra con il nome di HC Tornado Biel.
- 1948 Il nome ufficiale del club torna ad essere HC Biel.
- 1956 Willy Gassmann, proprietario del quotidiano Journal du Jura, diviene presidente dell'HC Biel, carica che manterrà fino al 1992.
- 1973 Sotto l'impulso di Willy Gassmann, viene realizzato il palazzetto del ghiaccio di Bienne, prima struttura per hockey al coperto della città.
- 1976 L'HC Biel di Francis Blank diventa vicecampione di National League A dopo la sconfitta per 6-3 contro il Langnau nel match decisivo.
- 1978 Contro l'HC Kloten, l'HC Biel di Frantisek Vanek s'impone per 4-1 davanti a 9.000 spettatori (tutto esaurito) e vince per la prima volta della sua storia il titolo di Campione di Svizzera di hockey.
- 1979 L'HC Biel di Frantisek Vanek diventa vicecampione di National League A a 5 punti dal SC Bern.
- 1981 L'HC Biel di Ed Reigle vince per la seconda volta della sua storia il titolo di Campione di Svizzera di National League A con 7 pts di distacco dagli altri.
- 1983 L'HC Biel di Kent Ruhnke vince per la terza volta della sua storia il titolo di Campione di Svizzera di National League A.
- 1998 L'HC Biel diventa una società anonima. (Hockey-Club Biel AG)

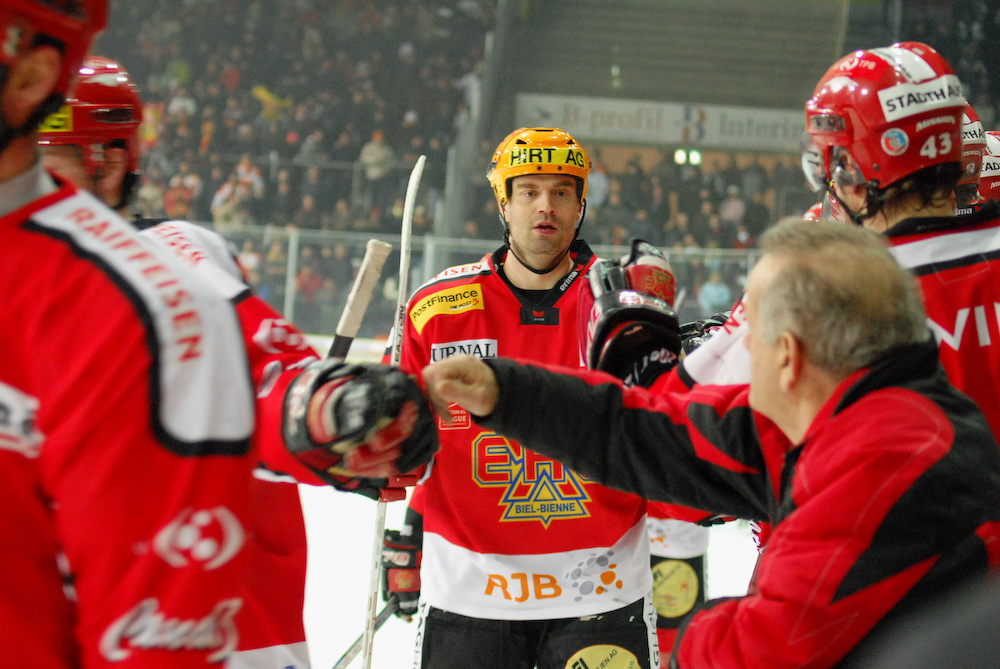
Marko Tuomainen durante il match HC Biel-HC La Chaux-de-Fonds, stagione 2007-2008

- 2008 Contro il Basilea, l'HC Biel di Heinz Ehlers s'impone davanti a 7.000 spettatori (tutto esaurito) trionfando nella serie per 4-0 e meritandosi la promozione in National League A.

## Pista
Tissot arena

## Giocatori celebri
- Campionato del mondo:

Reto Berra: 2013

## Palmarès

### National League A
3 vittorie
- 1978, 1981, 1983

### National League B
5 vittorie
- 1975, 2004, 2006, 2007, 2008